# 田刚
田剛（1958年11月24日—），江苏南京人，中国大陸数学家，大學教授，中國科學院院士。

## 生平
1958年出生在江苏南京，从小在南京大学校园长大，母亲是南京大学数学系的教师王明淑，父亲则是农学专家。作为往届生，1977年落榜之后，1978年第二次参加高考，考入南京大学数学系，1982年夏季本科毕业。1984年获北京大学硕士学位并赴聖地牙哥加利福尼亞大學攻读博士学位，师从數學家丘成桐。后跟随丘成桐转学至哈佛大学，并于1988年获美国哈佛大学数学系博士学位。自1998年起，受聘为教育部“长江学者奖励计划”在北京大学的特聘教授。2003年至2018年，田刚在美國普林斯頓大學數學系任Higgins讲座教授。現在，田刚是美国普林斯顿大学荣誉退休教授、中國北京大學數學研究所及中国南京大学现代数学研究所所长、北京大学北京国际数学研究中心主任。2017年2月至2019年12月，任北京大学副校长。
2018年，他当选新一届国际数学联盟执委会委员。2019年11月24日，在广东佛山希尔顿酒店召开的中国数学会第十三次全国会员代表大会上，选举产生了中国数学会第十三届正副理事长、秘书长、常务理事、理事和监事，其当选为理事长。
2023年，他擔任大灣區大學筹建负责人兼讲席教授。

## 荣誉
2012年出任国际数学界奖金最高（100万美元）的权威大奖阿贝尔奖仅有的5位评委之一，成为中国籍数学家出任该奖评委第一人。
曾获美国国家基金委1994年度沃特曼奖；1996年，他获美国数学会的奥斯瓦尔德·维布伦奖。2002年，成为第24届国际数学家大会的“1小时大会报告”特邀报告人。2001年，当选为中国科学院院士。2004年当选为美国文理科学院院士。

## 社会兼职
第十一届、第十二届全国政协常委。2010年2月加入中国民主同盟，2012年当选中国民主同盟中央委员会副主席。

## 外部連結
- M.I.T. home page for Gang Tian（页面存档备份，存于） （英文）
- 田剛盗作文書について（页面存档备份，存于）
- 田剛盗作Todorov文書（页面存档备份，存于）

| 教育職務      | 教育職務                                | 教育職務      |
| ------------- | --------------------------------------- | ------------- |
| 前任： 王长平 | 北京大学数学科学学院院长 2013年－2017年 | 繼任： 陈大岳 |